# Eviota sigillata
Eviota sigillata es una especie de peces de la familia de los Gobiidae en el orden de los Perciformes además es el vertebrado con menor periodo de vida al vivir solamente 59 días.

## Morfología
Los machos pueden llegar a alcanzar los 3 cm de longitud total.

## Distribución geográfica
Se encuentra desde las Seychelles hasta la Gran Barrera de Coral y Tonga.

## Observaciones
Es inofensivo para los humanos.